# Îles du Maïs
Pour les articles homonymes, voir Maïs (homonymie) et Corn Island.
Les îles du Maïs (en espagnol Las Islas del Maíz, en anglais Corn Islands, nom le plus fréquemment utilisé), sont deux îles du Nicaragua, situées à environ 75 km des côtes, dans la mer des Caraïbes. Elles constituent une municipalité de la région autonome de la Côte caraïbe sud.
Ces deux îles sont :
- La grande île du Maïs (Isla Grande del Maíz, en anglais  Big Corn Island mais souvent simplement appelée Isla del Maíz ou Corn Island)
- La petite île du Maïs (Isla Pequeña del Maíz ou Little Corn Island), à une douzaine de kilomètres au nord-est.

## Géographie
Les îles ont une population de 7 429 habitants dont 6 731 sur Isla Grande et 698 sur Isla Pequeña. La plupart des habitants sont des Garifunas, métis d'anciens esclaves africains et d'indiens caraïbes. L'anglais est la langue usuelle bien que l'espagnol soit compris. On trouve aussi des amérindiens Miskitos. La faible population de Isla Pequeña s'explique par l'absence de source d'eau douce permanente. La population, la langue anglaise, la musique reggae très présente différencient beaucoup ces îles du Nicaragua continental, les rapprochant culturellement plus de la Jamaïque.
Jusqu'à la guerre, la principale exportation des îles était la noix de coco. Dans les années 1960, l'industrie de la pêche est devenue la principale activité économique de l'archipel, avec des exportations de langoustes. Dans les années 1990, le tourisme, quasiment inexistant jusque-là, s'est fortement développé, les récifs de coraux environnants en faisant désormais une destination recherchée pour la plongée sous-marine.

### Subdivisions

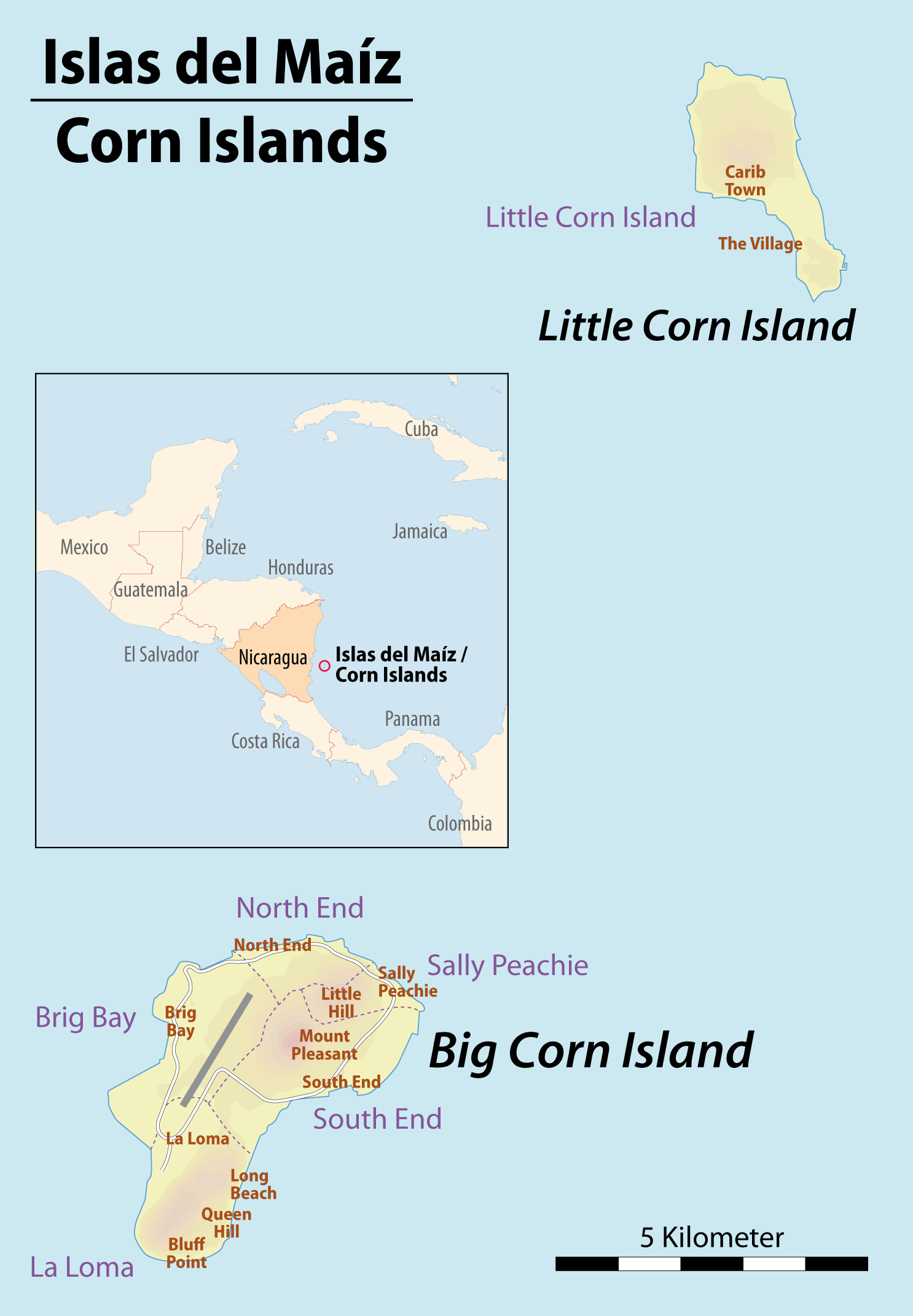
Barrios de l'îles du Maïs

La municipalité de Corn Island est organisée dans six secteurs (barrios), cinq Grande île du Maïs:
| Barrio             | Population (Census May 28- June 11, 2005) | Location           | Villages                                     |
| ------------------ | ----------------------------------------- | ------------------ | -------------------------------------------- |
| Brig Bay           | 3,930                                     | ouest              | Brig Bay                                     |
| La Loma            | 682                                       | sud                | La Loma, Long Beach, Queen Hill, Bluff Point |
| South End          | 764                                       | est                | South End, Mount Pleasant                    |
| Sally Peachie      | 265                                       | nord-est           | Sally Peachie, Little Hill                   |
| North End          | 490                                       | nord-ouest         | North End                                    |
| Little Corn Island | 495                                       | île 13 km nord-est | The Village, Carib Town                      |
| Corn Island        | 6,626                                     |                    |                                              |

## Histoire
Sur les cartes anciennes, les îles portent le nom de Islas de los Manglares. Elles sont passées alternativement sous souveraineté anglaise et espagnole mais sans un véritable contrôle du territoire et ont surtout servi d'abri aux pirates écumant la mer des Caraïbes. Elles sont ensuite rattachées de 1655 à 1894, au protectorat britannique qui couvre la bande côtière orientale de l'actuel Nicaragua, connue sous le nom de côte des Mosquitos. En 1894, le gouvernement du Nicaragua proclama sa souveraineté sur l'archipel. Elles furent louées aux États-Unis pour une période de 99 ans par le traité Bryan-Chamorro de 1914. Les termes du bail soumettaient les îles du Maïs à la loi américaine, mais elles restaient territoire du Nicaragua. Avec l'accord américain, le gouvernement nicaraguéen dirigeait l'administration locale. Les droits américains sur les deux îles prirent fin le 25 avril 1971, quand le bail fut officiellement arrêté par la Convention de Managua du 14 juillet 1970.
Le dictateur nicaraguéen Somoza en avait fait une de ses villégiatures dans les années 1970. Mais les îles restèrent à l'écart des soubresauts politiques et des guérillas que connut le Nicaragua dans les années 1970 et 1980.

## Transport
Les îles du Maïs sont situées à environ 70 kilomètres de Bluefields. L'aéroport se situe sur la plus grande des deux îles dans la ville de Brig Bay. La Grande île du Maïs peut être atteinte par un ferry qui part une fois par jour à partir de El Rama. La Petite île du Maïs est accessible seulement par un ferry qui part de la Grande île du Maïs.
La Grande île du Maïs a une route pavée d'environ 12 kilomètres de long qui court le long de l'île. Les voitures, motos et vélos sont les principaux moyens de transport sur l'île.
La Petite île du Maïs n'a pas de routes asphaltées ni de véhicules motorisés. L'île est sans voitures.